# Василівська ротонда
Василівська ротонда — самобутня пам'ятка волинської сакральної архітектури кінця XII століття в місті Володимирі у місцевості Василівщина на передмісті Заріччя. Первісна будівля храму відрізнялася від нинішньої, являла собою суміш місцевої архітектурної традиції з елементами ґотики і романського стилю. Нинішній абрис з початку ХХ століття.
Належить до зразків храмобудівної діяльності князя Романа Мстиславича.

## Історія

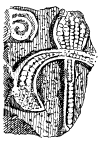
Елемент декору

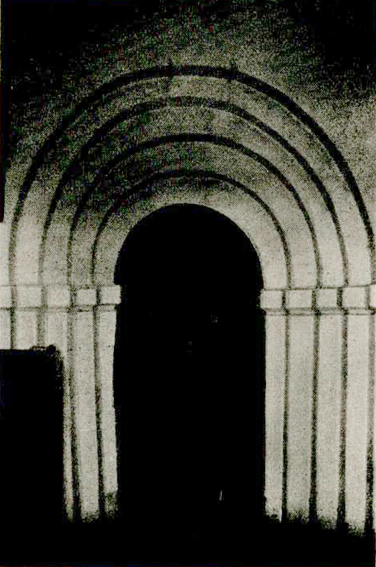
Західний портал

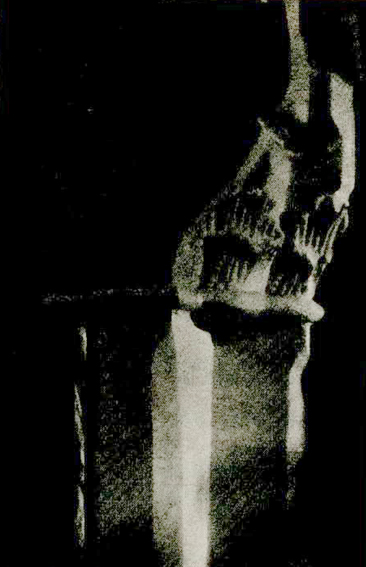
Романська капітель порталу

За переказами збудована в 992 році й висвячена на честь святого Василія, патрона Великого князя Київського Володимира, в подяку за перемогу над племінним об'єднанням хорватів. Зведена за короткий час самою дружиною.
Досі офіційно датувалася кінцем XIII — початком XIV століття за аналізом цегли, характером кладки тощо. Вперше це датування висловили Володимир Антонович і Адріян Прахов після обстеження церкви у 1886 році. Севастіян Косович, що мав візитаційний опис усіх володимирських церков з 1695 року вказував, що біля церкви був дім зі школою і шпиталем. На балці плебанії був напис, що свідчив: «сия церков была создана в 1419 году». Проте на думку польського дослідника Міхала Валіцького, що дослідив ротонду в 1925 році, церкву збудовано на рубежі ХІІ-ХІІІ століть і спочатку будівля була романського типу, а готична перебудова її здійснена пізніше (після 1523 року). Цього ж датування дотримувався і Борис Возницький. На його думку Василівська ротонда була збудована одночасно з іншими подібними будівлями Європи. На раніше існування храму вказують і археологічні знахідки. Ймовірно, що на місці теперішньої Василівської ротонди існував давніший дерев'яний храм.
Перша документальна згадка про храм походить з 1523 року, в зв'язку з передачею королем Жиґимонтом І права подавання на Василівську церкву князеві Василеві Михайловичу Санґушку.
Під 1558 роком вперше згадується про те, що храм був кам'яним.
Лишається невідомою дата, коли права патрона церкви отримав господарський маршалок Петро Богданович Загоровський, однак у 1558 році він їх утратив. «Церков свєтого Василя мурованую в месте Володимерском з людми, землями» захопив князь Миколай Христофор Радивил. Збереглися неодноразові позови Петра Загоровського до Володимирського земського суду, в яких він позивав князів Миколая, Станіслава й Ольбрехта Миколайовичів Радзивилів намагаючись повернути церкву і засновану при ній обитель, що згадується єдиний раз під 1570 роком.
1585 року право подавання на Василівську церкву повернулося до Федора Загоровського. 1602-го Андрій і Олександр Загоровські скаржилися на київського унійного митрополита та володимирського і берестейського владику Іпатія (Потія), що попереднього року «наслав» своїх людей, які пограбували церкву і поглумилися над священиком.
З кінця XVII і до середини XIX століття ротонда знаходилася в запустінні. В 1844 році прибудовано нартекс, дах покрито бляхою. В 1900–1901 роках за проєктом російського архітектора К. Козлова абрис церкви перероблено в російсько-візантійському стилі. Добудовано ґанок, над нартексом з'явився другий ярус, де розташовано дзвони, увінчаний невеликою банею. Над ротондою збудовано цибулеподібний купол на барабані декорованому кокошниками.
З 1936 року парохом Василівської церкви був відомий композитор, диригент, публіцист і політичний діяч Михайло Тележинський.

## Опис

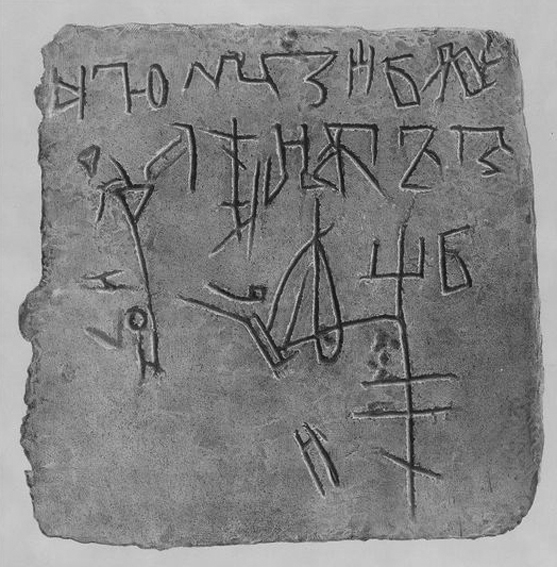
Шиферна дошка, що була вмурована до стіни святині

Будівля центричного характеру в проєкції складається з восьми конх і двох прямокутних прибудов від заходу (ґанку з дзвіницею). Перекриття восьмипелюсткове склепінчате, апсиди — конхове. Підтримується підпружними арками, розпір від яких сприймається розміщеними зовні невисокими контрфорсами. Віконні прорізи декоровані символічними зображеннями сонця і місяця. Північна стіна прикрашена кам'яним порталом, західна — перспективним цегляним.
У стіні з північного боку знаходилася вмурована шиферна дошка з графіті, що зникла під час Першої світової війни. Напис доволі нерозбірливий. Ізмаїлу Срезневському вдалося відчитати « Помози Б(о)же ра(боу)
(сво)єму … си крт в лђт(о) ŞΨБ». Останнє слово і літери вказують на 1194 рік, що дає змогу пов'язати зведення храму з будівельною діяльністю Романа Мстиславича.
Ймовірно послужила за взірець для каплиці-ротонди у Стовп'єнській вежі.
Була занесена до Державного реєстру національного культурного надбання під № 85/0.

## Галерея

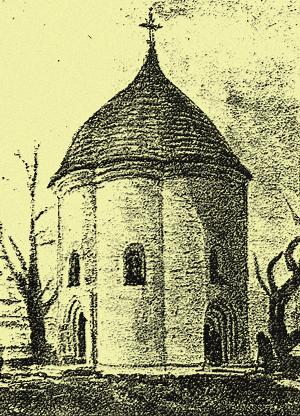
Реконструкція первісного вигляду
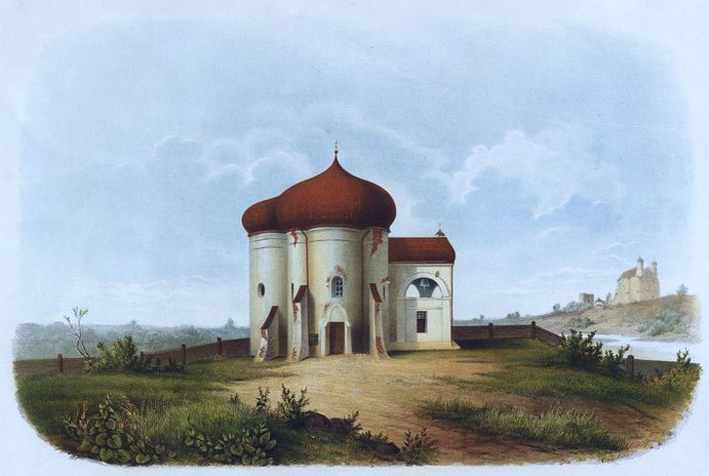
Вигляд церкви з другої половини XIX століття
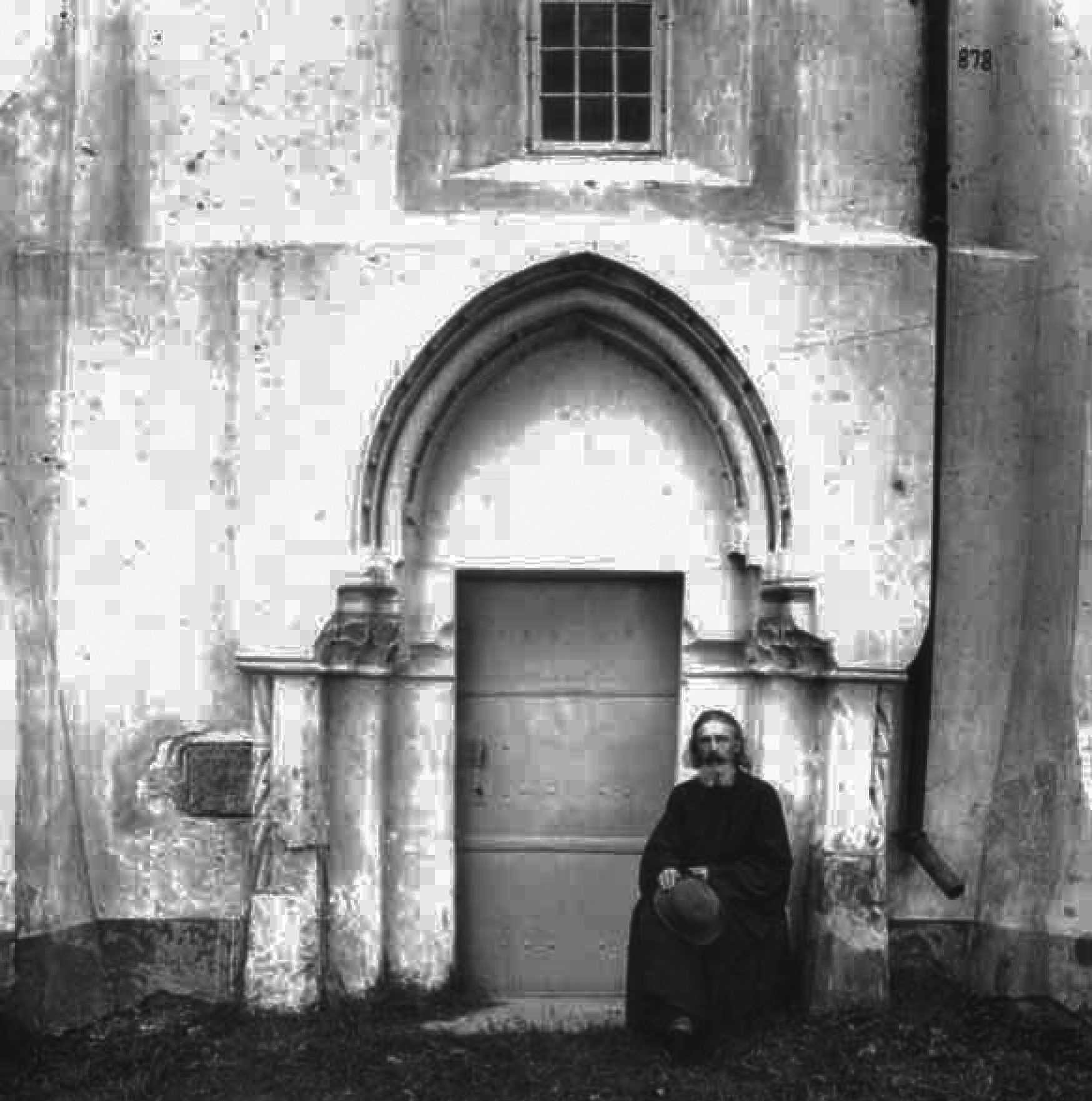
Північний портал, до 1914 року
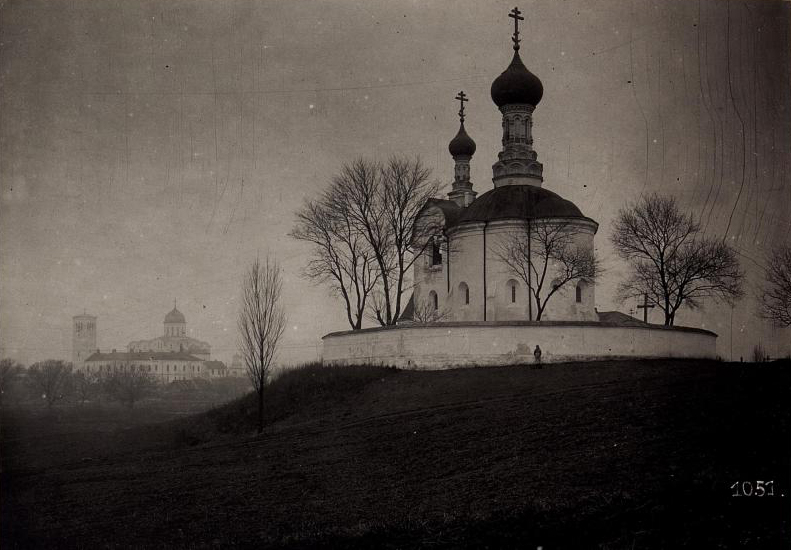
Вигляд Василівської ротонди, вдалині видніється собор Успіння Пресвятої Богородиці та Єпископський замочок (до 1917 року)
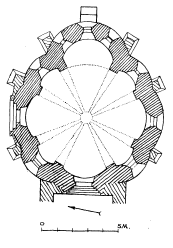
Поземна проєкція, 1929 рік